# Heleomyza serrata
Heleomyza serrata is een vliegensoort uit de familie van de afvalvliegen (Heleomyzidae). De wetenschappelijke naam is gepubliceerd in 1758 door Linnaeus.